# Friedrich Paravicini
Friedrich Ludwig Paravicini (* 18. April 1974 in Boulogne-sur-Seine, Frankreich) ist ein französisch-deutscher Jazzmusiker (Cello, Klavier, Akkordeon, Arrangement, Komposition).

## Leben
Paravicini wuchs zunächst in Paris auf, ab dem zehnten Lebensjahr in Kiel. Zunächst musizierte er auf der Blockflöte, um dann mit sieben Jahren Cellounterricht zu erhalten. Mit zwölf Jahren kam das Klavier hinzu, in der Folge weitere Instrumente.  Er begann ein Jazz-Studium als Cellist an der Hochschule der Künste in Berlin. Seit 1995 ist er als freiberuflicher Musiker an diversen Instrumenten tätig; er arbeitete unter anderem für Lou Reed, Herbert Grönemeyer, Annett Louisan, Aino Löwenmark, Sabrina Ascacibar und Jochen Distelmeyer. Im Jazzbereich gehörte er zu den Gruppen von Esther Kaiser, Arne Jansen, Jonas Schoen und Niels Klein Tubes and Wires. Unter eigenem Namen legte er drei Alben vor. Weiterhin war er als Theatermusiker tätig, etwa in Robert Wilsons Inszenierung von Frank Wedekinds Lulu am Berliner Ensemble. Bei zahlreichen Inszenierungen von Barbara Bürk und Clemens Sienknecht am Schauspielhaus Hamburg war er musikalisch beteiligt.

## Diskographische Hinweise
- Solitaire (Barnes & Quincy 2008)
- Mister Mandom (Barnes & Quincy 2011)
- Adieu Mandom (Barnes & Quincy 2013)